# Rukometni klub Medveščak
Il RK Medveščak è una squadra di pallamano maschile croata, con sede a Zagabria.

## Palmarès
- Campionato jugoslavo: 4
  - 1952-53, 1953-54, 1963-64, 1965-66.
- Coppa di Jugoslavia: 7
  - 1964-65, 1969-70, 1977-78, 1980-81, 1986-87, 1988-89, 1989-90.